# ナディヤ・ウール
ナディヤ・ウール（Nadja Uhl、1972年5月23日 - ）は、ドイツの女優。

## 出演作品
- ハイジャック181
- レジェンド・オブ・リタ（タチアナ）
- バーダー・マインホフ 理想の果てに（ブリギッテ・モーンハウプト）
- ストーム・シティ（カチャ）
- ザ・デジャヴ
- ４分間のピアニスト
- 影のない男
- ダーク・プレイス
- アンナとロッテ（若いアンナ）
- レボリューション6（ネレ）